# San Ġwann
San Ġwann, dalším jménem Msieraħ nebo Tal-Għorgħar, je město v Centrálním regionu státu Malta. V březnu roku 2014 mělo celkem 12 523 obyvatel.